# Chiesa della Santissima Annunziata (San Nicola Baronia)
La chiesa della Santissima Annunziata è una chiesa ubicata a San Nicola Baronia.

## Storia
La costruzione della chiesa iniziò nel 1703 per essere terminata nel 1707: tuttavia a causa di un contezioso tra il duca De Ponte, il parroco e altri benefattori, i lavori di rifinitura si protrassero fino al 1777, quando, grazie all'intervento del vescovo Rogano, vennero ultimati; la consacrazione avvenne l'8 dicembre 1783 e fu dedicata a san Pasquale Baylón. Era a tre navate, decorata a stucchi, cappelle laterali, alcune delle quali adornate con tele attribuite a Luigi Vanvitelli, e una cupola alta 15 metri.
Tuttavia, a seguito del terremoto del 23 luglio 1930, questa venne completamente rasa al suolo: grazie all'aiuto di papa Pio XI, che inviò non solo il progetto ma anche la somma necessaria, la chiesa fu ricostruita e l'8 dicembre 1933 fu nuovamente consacrata, questa volta all'Annunciazione. Si trattava di una struttura che si avvicinava allo stile gotico, a navata unica e senza cappella laterali. Venne danneggiata nuovamente dal terremoto del 21 agosto 1962, rendendo necessaria una quasi totale ricostruzione: fu riaperta nel 1977. Nel 2001 furono effettuati lavori di restauro che riguardarono la navata, con la posa di marmi policromi, e la tinteggiatura dell'intero edificio; altri ristauri si ebbero nel 2020 grazie ai contribuiti del otto per mille, e riguardarono principalmente la copertura e il rifacimento della sacrestia, nonché una nuova tinteggiatura.

## Descrizione
Una scalinata consente l'accesso alla chiesa: la facciata, rivestita in marmo bianco, è caratterizzata da tre arcate, che formano una sorta di portico, all'interno delle quali si trovano altrettanti ingressi; nella parte alta, in tre monofore, una vetrata raffigura la Pentecoste.
Internamente è a navata unica: questa, decorata con marmi policromi fino a un'altezza di un metro e mezzo, ha una lunghezza di 32 metri per una larghezza di 11. L'altare maggiore, realizzato negli anni 1970, è in stile barocco ed è posto nella zona absidale: la pala d'altare è l'Annunciazione, risalente al XVIII secolo; l'ambone, sempre in marmo, è stato aggiunto nel 2001. L'intera aula liturgica è illuminata da finestroni in stile gotico posti lungo il lato destro e nell'abside.
Esternamente, a destra, è il campanile in cemento armato: questo è a tre livelli, con trifore in stile gotico nella parte più bassa, cella campanaria nella parte mediana e orologio nella parte più alta.